# Brandherd
Der Brandherd ist der Punkt, von dem ein Brand ausgeht. Vor allem zur Brandursachenermittlung ist es notwendig, den Brandherd zu ermitteln. Je heftiger ein Brand ist, umso schwieriger ist es anschließend, den eigentlichen Brandherd zu eruieren.
Wenn ein Brandherd nicht im Zuge der Brandbekämpfung durch die Feuerwehr eindeutig ermittelt werden kann, ist er von Brandermittlern der Polizei ausfindig zu machen. Die Ermittlung des Brandherdes ist Voraussetzung für die Feststellung einer Brandursache. Brandursachen gliedern sich in technische Brandursachen, natürliche Brandursachen oder Brandstiftung.